# Fanor Nava
Fanor Nava Santiesteban (Pulacayo, Bolivia; 20 de abril de 1953) es un político y médico boliviano. Fue el  Alcalde de la ciudad de El Alto desde el 30 de agosto de 2005 hasta el 31 de mayo de 2010, durante el primer gobierno del presidente Evo Morales Ayma.

## Biografía
Fanor Nava nació en la localidad de Pulacayo, municipio de Uyuni en el departamento de Potosí, el 20 de abril de 1953. Alcanzó el bachillerato en el Colegio Internado Juan XXIII de la ciudad de Cochabamba, ingreso a la carrera de medicina de la universidad San Francisco Xavier de Sucre, obteniendo ahí su licenciatura.
Es electo concejal de la Ciudad de El Alto en dos oportunidades consecutivas. En el año 2005 es designado por el Pleno del Honorable Concejo Municipal de El Alto, como nuevo Alcalde de esa ciudad, actividad que desempeñó hasta el año 2010.